# Gammarus kesanensis
Gammarus kesanensis is een vlokreeftensoort uit de familie van de Gammaridae. De wetenschappelijke naam van de soort is voor het eerst geldig gepubliceerd in 2010 door Ozbek & Camus-Elipek.